# Parc eòlic de Rubió
El parc eòlic de Rubió està format per un total de 50 aerogeneradors. Inicialment, es van instal·lar un total de 33 aerogeneradors que el convertiren en el projecte eòlic més important de Catalunya. Aquests aerogeneradors eren capaços de produir energia per a 30.000 llars. La instal·lació del parc eòlic fou a la tardor de 2004, encara que va entrar en funcionament durant la primavera de 2005. El parc eòlic està dins dels termes municipals de Rubió (Anoia) i part dels de Castellfollit del Boix (Bages) i Òdena (Anoia). Cap a finals de l'any 2007 es va procedir a la instal·lació de 17 aerogeneradors més, fins a arribar al nombre total de 50 que donen al parc una potència instal·lada de 75 MW. Això permet abastir d'electricitat a 50.000 famílies.
Cada aerogenerador mesura 80 metres d'alçada, amb un pes de 195 tones i unes pales de fibra de vidre i polièster de 37 metres. Aquesta gran altura fa que es vegin a desenes quilòmetres de distància. A més dels 50 aerogeneradors s'instal·là una subestació transformadora des d'on s'evacua l'energia generada a la línia elèctrica de la Pobla de Segur-Pierola.
L'empresa promotora del parc és Energía Hidroeléctrica de Navarra (EHN) que va haver de fer una inversió aproximada d'uns 50 milions d'euros. Els aerogeneradors són del model IT 77/1500 de classe III.

## Impacte ambiental
Es calcula que el parc evitarà l'emissió anual de 110.000 tones de CO₂, efecte depuratiu equivalent al de quasi 6 milions d'arbres en procés de fotosíntesi. Tanmateix, per a la construcció d'aquest gran parc es van haver de destruir diverses zones de conreus i la coberta vegetal d'una part del terme.
El parc eòlic de Rubió produeix una font molt important d'ingressos als ajuntaments dels termes municipals afectats. Alguns pagesos, els quals tenen algun aerogenerador al seu terreny, també reben una compensació econòmica anualment. També existeix un tercer tipus d'afectats que són aquells habitants que pateixen l'impacte visual, l'impacte auditiu i l'impacte mediambiental dels alts aerogeneradors de 80 metres però en aquest cas, no reben cap compensació ni econòmica ni de cap altre tipus.

## Referències

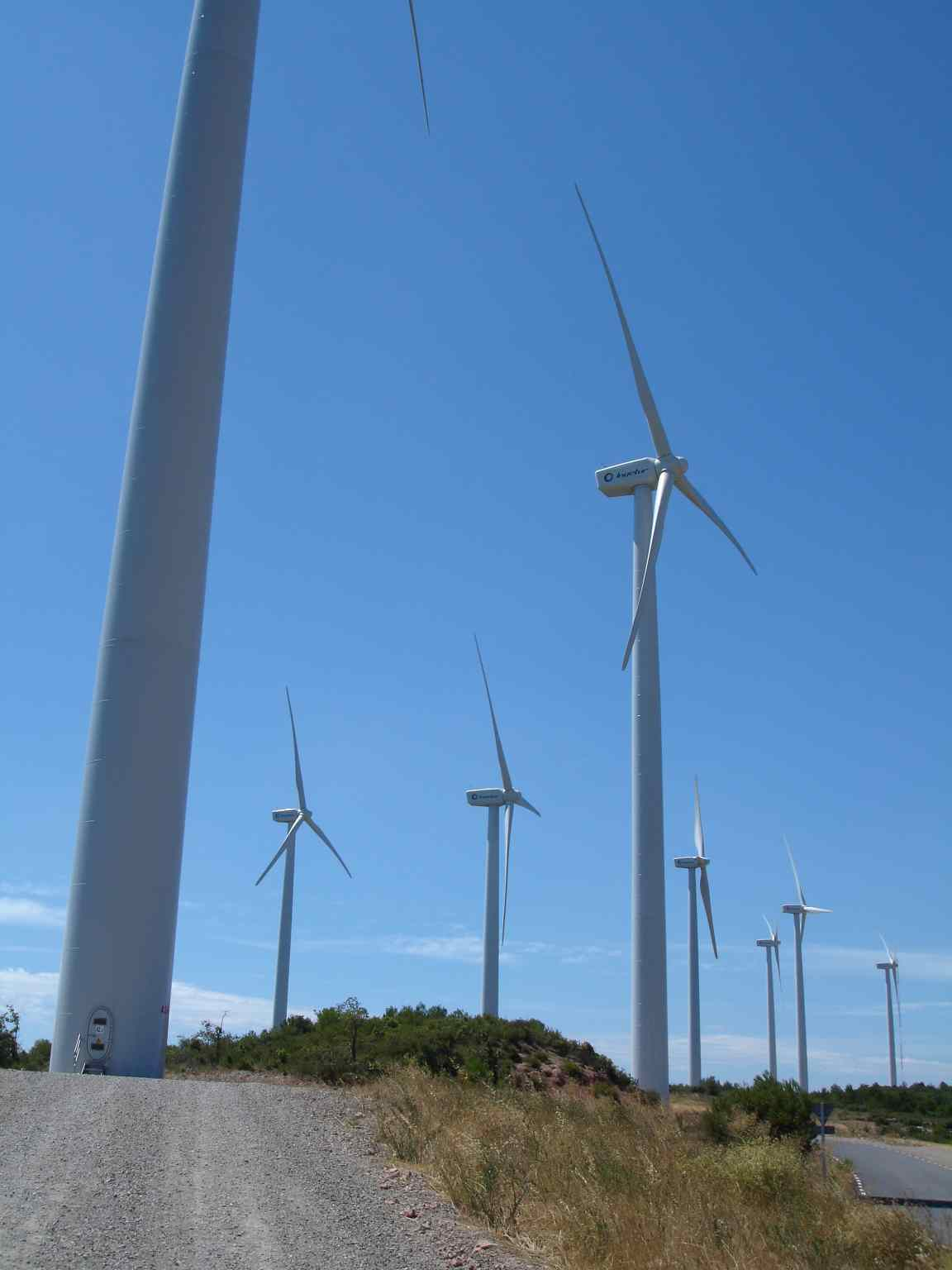
Serra de Rubió, molins de vent
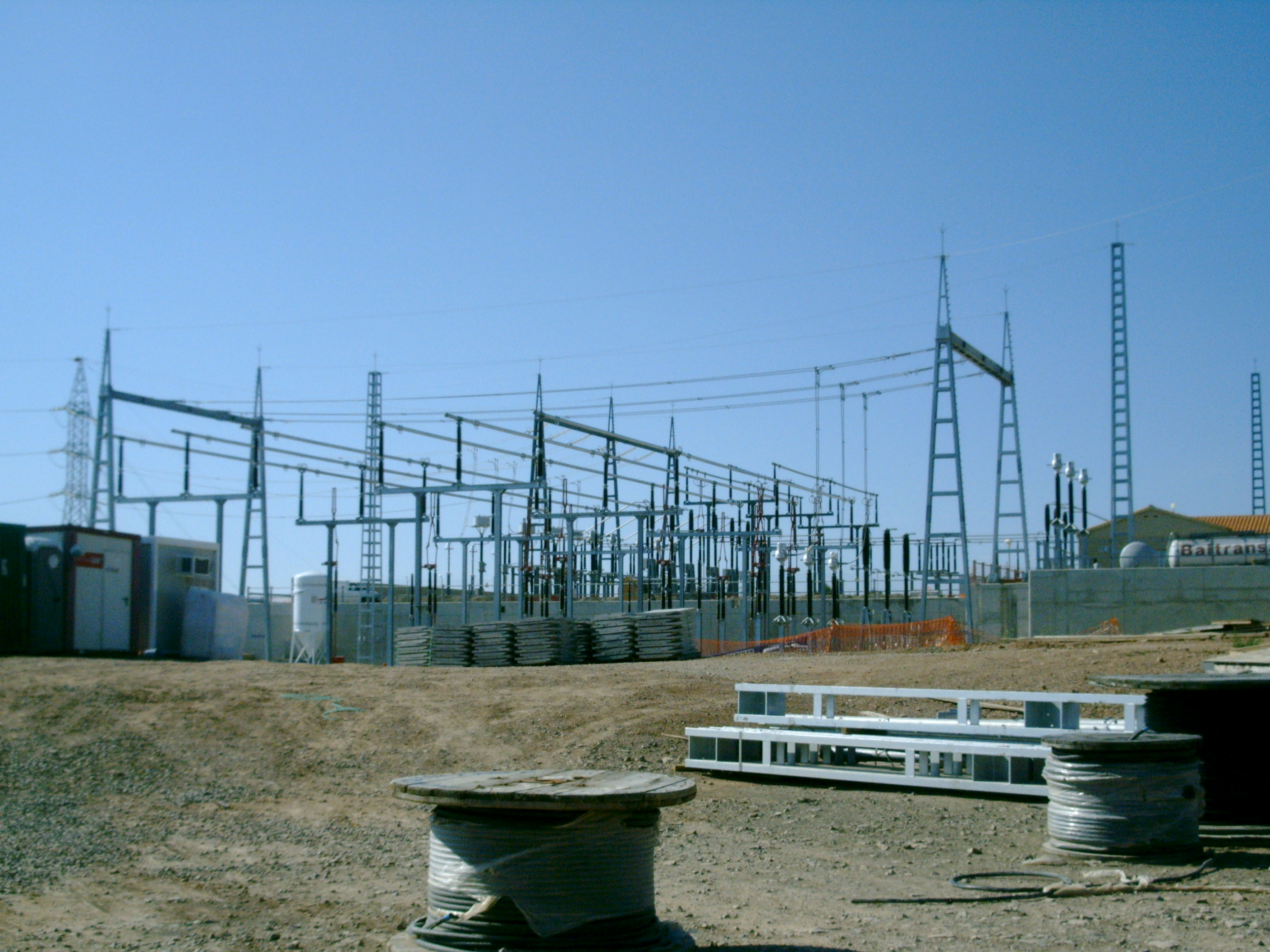
Central Elèctrica
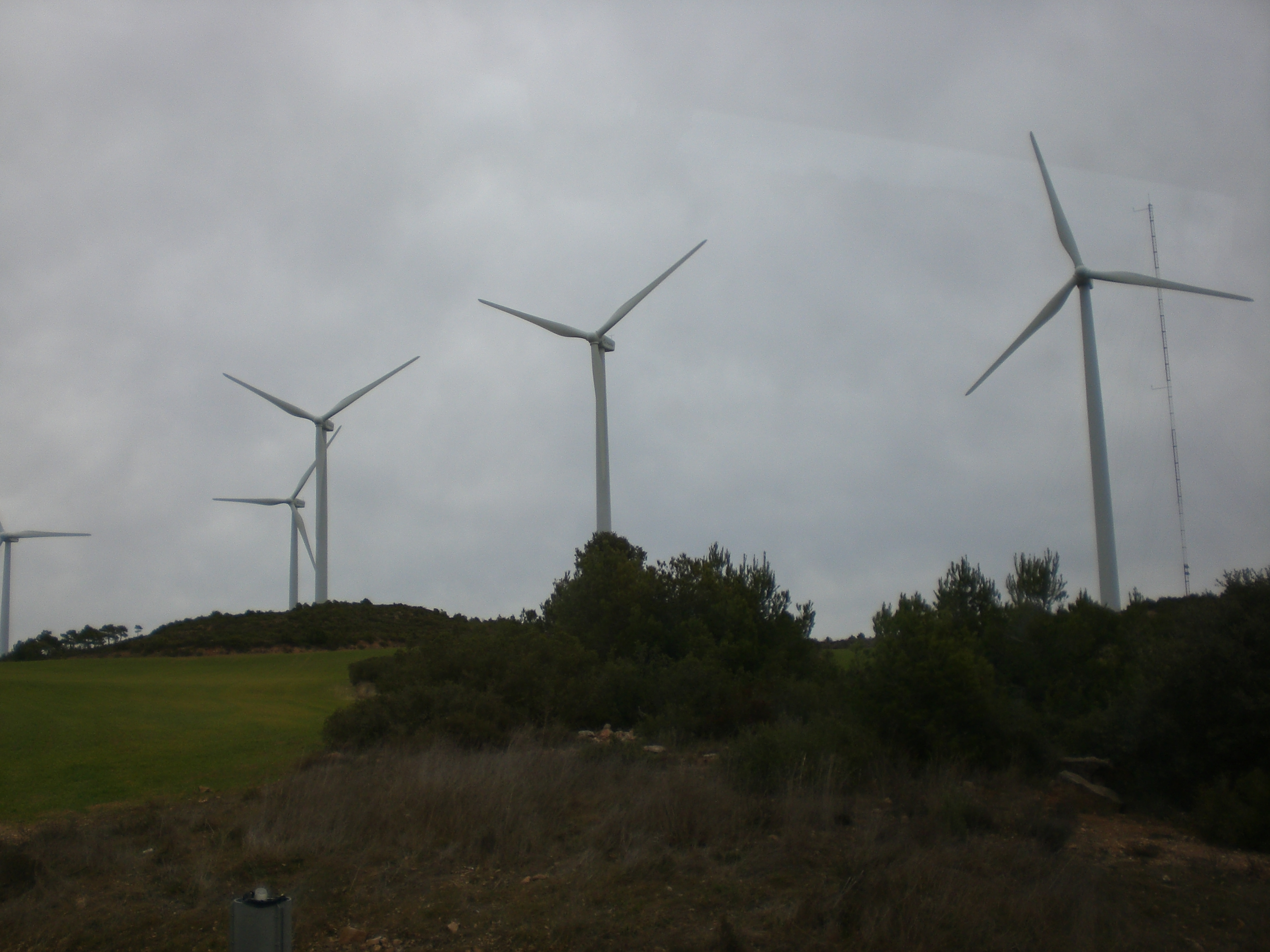
Aerogeneradors del parc